# Мори, Барбара
Ба́рбара Мо́ри Очоа (исп. Bárbara Mori Ochoa; род. 2 февраля 1978, Монтевидео) — мексиканская актриса и модель уругвайского происхождения.

## Биография
Барбара Мори родилась 2 февраля 1978 года в Монтевидео. Её отец — наполовину японец, наполовину уругваец, мать — мексиканка с баскскими корнями. Родители развелись, когда Барбаре было 3 года. До 12 лет Барбара жила в разъездах между Уругваем и Мексикой, пока не осталась с отцом и двумя братьями в Мексике. В 14 лет Мори устроилась работать официанткой в ресторане у отца. Там её увидел дизайнер Маркос Толедо и пригласил к себе на работу. Затем Мори изучала актёрское мастерство в Центре подготовки актёров при TV Azteca.
В 1997 году снялась в своём первом сериале «К северу от сердца». В следующем году получила главную роль Асуль в сериале «Синяя текила» («Асуль» по-испански означает синий цвет, также это женское имя).
С 2005 года активно снимается в кинофильмах, хотя первый опыт был ещё в 2000 году. Самыми примечательными фильмами с участием Мори стали «Жена моего брата» (2005) и индийская драма «Воздушные змеи» (Kites), снятая Ракешем Рошаном в США. Фильм, в котором Мори сыграла одну из главных ролей, наряду с Ритиком Рошаном, получил положительные отзывы критиков, а Барбара Мори была номинирована на премию Zee Cine Awards за дебют в индийской киноиндустрии.
В конце 1990-х — начале 2000-х годов Барбара встречалась с актёром, певцом и продюсером Серхио Майером. В 1998 году у них родился сын Серхио. В середине 2000-х у Барбары был обнаружен рак груди на начальной стадии, который успешно удалось излечить.

## Фильмография
| Год  |    | Русское название            | Оригинальное название       | Роль                                         |
| ---- | -- | --------------------------- | --------------------------- | -------------------------------------------- |
| 1997 | с  | Закрой коробку              | Tric, Trac                  |                                              |
| 1997 | с  | К северу от сердца          | Al norte del corazón        |                                              |
| 1998 | с  | Взгляд женщины              | Mirada de mujer             | Моника Сан-Мильян                            |
| 1998 | с  | Синяя текила                | Azul Tequila                | Асуль / Соледад                              |
| 1999 | с  | Я умираю за тебя            | Me muero por ti             |                                              |
| 2000 | ф  | Вдохновение                 | Inspiración                 |                                              |
| 2001 | с  | Любовь и вероломство        | Amores… querer con alevosía | Каролина                                     |
| 2002 | с  | Забирайся на мой мотоцикл   | Súbete A Mi Moto            | Нелли                                        |
| 2003 | с  | Взгляд женщины: Возвращение | Mirada de mujer: El regreso | Моника Сан-Мильян                            |
| 2003 | с  | Неприкрытая любовь          | Amor Descarado              | Фернанда Лира                                |
| 2004 | с  | Руби                        | Rubí                        | Руби Перес де Феррер / Фернанда Ривера Перес |
| 2005 | ф  | Делая вид                   | Pretendiendo                | Аманда / Елена                               |
| 2005 | ф  | Жена моего брата            | La mujer de mi hermano      | Сое                                          |
| 2005 | мф | Роботы                      | Robots                      | Клёпка                                       |
| 2007 | ф  | Навсегда                    | Por siempre                 |                                              |
| 2008 | ф  | Незначительные вещи         | Cosas insignificantes       | Паола                                        |
| 2009 | ф  | Виоланчель                  | Violanchelo                 | Консуэло                                     |
| 2010 | ф  | Испанская красота           | Spanish Beauty              |                                              |
| 2010 | ф  | Воздушные змеи              | Kites                       | Наташа / Линда                               |
| 2010 | ф  | 1 минуту                    | 1 a Minute                  | Звезда                                       |
| 2011 | ф  | Встречный ветер             | Viento en Contra            | Луиза Бранифф                                |
| 2014 | с  | Две Луны                    | Dos Lunas                   | Соледад / Луна Гарсия                        |